# لويد توماس
لويد توماس (بالإنجليزية: Lloyd Thomas)‏ هو ضابط أمريكي، ولد في 10 مارس 1912 في نيلسونفيل في الولايات المتحدة، وتوفي في 4 يونيو 1942 في جزر الميدواي في الولايات المتحدة.